# Makuhari Messe
Makuhari Messe (幕張メッセ) is een Japans evenementen- en congrescentrum vlak buiten Tokio. Het ligt in Mihama-ku, een wijk van de stad Chiba in het noordwesten van de Chiba prefectuur. Het werd ontworpen door Fumihiko Maki en is zo geplaatst dat het gemakkelijk te bereiken is met het openbaar vervoer van Groot-Tokio en het vlak bij het Tokyo Disney Resort en de zwarte stranden van de Chiba Prefectuur ligt. Makuhari is de naam van het gebied en Messe is het Duitse woord voor "beurs". Het conventiecentrum ging op 9 oktober 1989 open en wordt sindsdien gebruikt voor meerdere hightech evenementen. Sinds de opening wordt het centrum per jaar door ongeveer 5 miljoen bezoekers per jaar gebruikt. De eigenaar van het centrum veranderde de naam op 1 juli 2005 van "Nippon Convention Center" naar "Makuhari Messe".
Met de trein is het te bereiken via het Kaihin-Makuhari station op de Keiyō Line van de East Japan Railway Company en via de Keisei bus.

## Faciliteiten

### Overzicht
Het complex bestaat uit de International Exhibition Hall 1-8 (国际展示场１～8ホール, Kokusai tenjijō １～8 hōru), de International Exhibition Hall 9-11 (国际展示场9～11ホール, Kokusai tenjijō 9～11 hōru), de Internationale Conferentie Hall (国际会议场, Kokusai kaigijō) en de Makuhari Event Hall (幕張イベントホール, Makuhari ebento horu) met een gezamenlijk totale oppervlakte van ongeveer 210.000 m². Het complex bevat twee restaurants en er is bij het complex parkeergelegenheid voor 6.000 auto's.

## Evenementen
Het centrum wordt gebruikt door de jaarlijkse Tokyo Auto Salon (gemodificeerde auto show, in januari), om de twee jaar de Tokyo Motor Show (in oktober), de jaarlijkse Tokyo Game Show (computerspellen, hardware en software, in september), de jaarlijkse Jump Festa (manga, anime en computerspellen, in december). De locatie werd in 2005 gebruikt voor het organiseren van de eerste ronde van het live 8 concert.
De "Jack in the Box 2009 Summer" conventie werd hier gehouden op 15 augustus 2009 waarbij meerdere bekende optredens werden gegeven, waaronder het reünie-optreden van de invloedrijke metalband Dead End.
In het centrum werd ook het Magic: The Gathering World Championship van 2010 gehouden.
Het centrum zou de "Anime Contents Expo" houden, georganiseerd door de Comic-10 Shakai in maart 2011 om zo de Tokyo International Anime Fair tegen te gaan naar aanleiding van hun plan om een deel van de Tokyo Metropolitan Government met als gouverneur Shintarō Ishihara te boycotten, maar beide evenementen werden geannuleerd na de zeebeving in Sendai in 2011.